# Kostel Nanebevstoupení (Hall Green)
Kostel Nanebevstoupení, anglicky Church of the Ascension, původně Job Marston Chapel a Hall Green Chapel, je anglikánský farní kostel ve Hall Green v arcidiecézi Birmingham.
Byl dokončen v roce 1704 a předpokládá se, že byl navržen sirem Williamem Wilsonem a byl pojmenován po Jobu Marstonovi, obyvateli Hall Green, který daroval 1000 liber k výstavbě budovy poblíž kaple. Byl zasvěcen 25. května 1704.
Původní budova je ve stylu královny Anny. Exteriér budovy tvoří červená cihla. Kamenná entablatura, zábradlí podepřená dórskými pilastry a okenní architrávy jsou z tvarovaného kamene. Věž na západním konci lodi má osmiúhelníkové horní patro s měděnou kupolí. Uvnitř je loď zakryta ozdobným stropem. Kněžiště a transepty byly postaveny mezi lety 1860 a 1866. Je to nejranější klasicistní kostel dochovaný v Birminghamu. Na každé straně lodi jsou tři okna s polokruhovým zakončením. Střecha je pokrytá břidlicí.
Až do založení diecéze Birmingham v roce 1905 se město Birmingham nacházelo na hranicích dvou historických biskupství. Diecéze byla rozdělena na dvě arcidiákonství Birmingham a Aston. V březnu 1907 se kaple stala známou jako farní kostel Hall Green v nové diecézi Birmingham. V roce 1933 byl patronát převeden na biskupa z Birminghamu. Dne 25. dubna 1952 získal památkový status II.